# 古田武
古田 武（ふるた たけし、1930年1月24日 - 2019年1月23日）は、日本の経営者。鐘淵化学工業(現在のカネカ)社長、会長を務めた。

## 経歴
兵庫県出身。1952年に関西学院大学経済学部を卒業し、同年に鐘淵化学工業(のちのカネカ)に入社。1977年6月に取締役に就任し、1981年6月に常務、1986年6月に専務を経て、1992年6月に副社長に就任し、1994年6月には社長に昇格。1999年6月に会長に就任。
2019年1月23日心不全のために死去。88歳没。